# IF Vesta Bandysektion
IF Vesta Bandysektion är den svenska idrottsföreningen IF Vestas bandylag.

## Historik
- IF Vesta har spelat 11 säsonger i Sveriges högsta division i bandy[1], senast 1970/1971.
- IF Vesta spelade SM-semifinal i bandy 1926.
- Klubben startade stryktips för fotboll och bandy 1933, vilket var långt före svenska staten.
- IF Vesta vann 1942 med 17-0 mot Viljan. Det rekordet[förtydliga] stod sig ända fram till 1979.
- Två svenska förbundskaptener har spelat för klubben, Walter Jagbrant och Matz Allan Johansson.

## Profiler
- Reinhold Lindberg – Stor grabb nr 11
- Sixten Jansson – Stor grabb nr 25
- Walter Jagbrant - Förbundskapten i bandy 1968/1969-1972/1973
- Matz Allan Johansson - Förbundskapten i bandy 1975/1976-1976/1977